# Bertre
Bertre település Franciaországban, Tarn megyében. Lakosainak száma 108 fő (2022. január 1.). Bertre Appelle, Lacroisille, Magrin, Prades és Puylaurens községekkel határos.

## Népesség
A település népességének változása:
| Lakosok száma | 115  | 121  | 124  | 118  | 114  | 111  | 111  | 110  | 108  |
|               | 2013 | 2015 | 2016 | 2017 | 2018 | 2019 | 2020 | 2021 | 2022 |